# Macocha (przepaść)

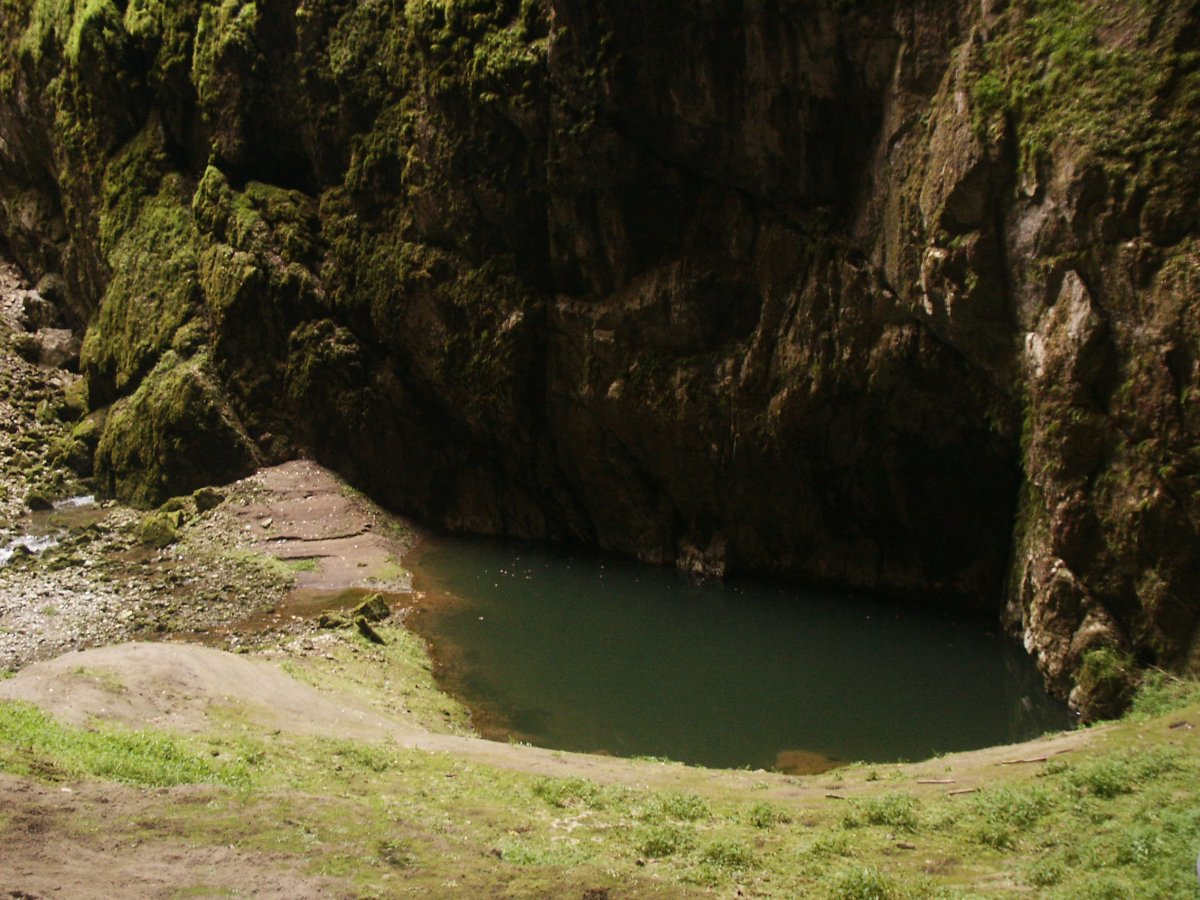
Jeziorko na dnie

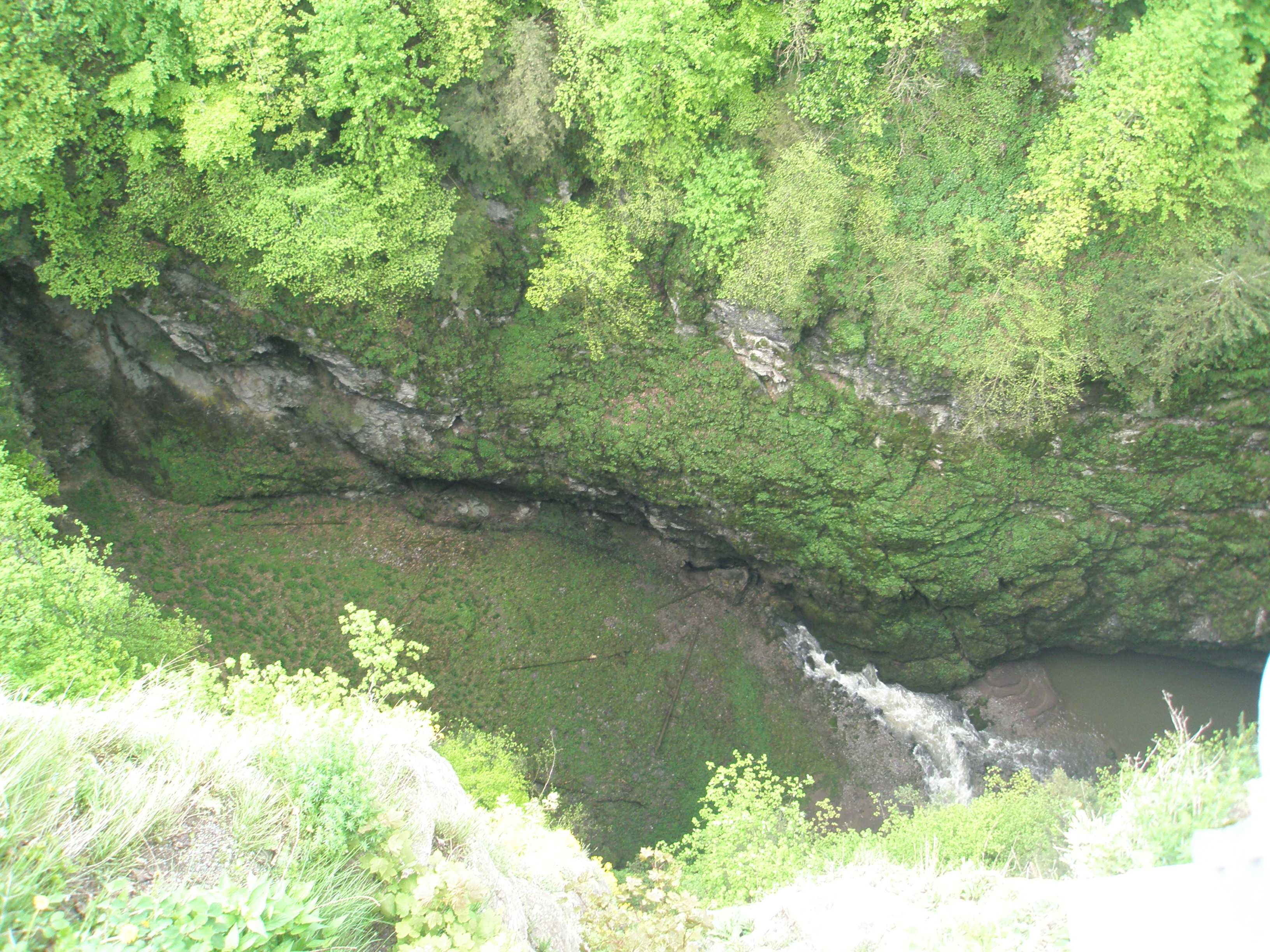
Widok z góry

Macocha – najgłębszy lej krasowy w Czechach, położony na obszarze Krasu Morawskiego w granicach gminy Vilémovice u Macochy. Głębokość przepaści wynosi 138,5 metra. Na dole przepaści znajduje się małe jeziorko – pod jego taflą przepaść sięga kolejnych 50 metrów. Na szczycie południowej ściany w 1882 roku umieszczono czynną do dziś platformę obserwacyjną. Dnem przepaści przepływa rzeka – niewielki dopływ podziemnej rzeki Punkvy. Z górnej krawędzi przepaści można zejść lub zjechać koleją linową na dół, do wejścia do jaskini Punkevní i przejść jaskiniami do jej dna, skąd można podziwiać ją z zupełnie innej perspektywy.

## Legenda
Według legendy nazwa przepaści pochodzi od macochy, która próbowała zrzucić w tym miejscu ze skały swojego pasierba, tak aby cały majątek przypadł w udziale jej własnemu synowi. Chłopiec jednak zdołał uczepić się gałęzi wystającej ze zbocza i uniknął śmierci. Kiedy we wsi rozeszła się wiadomość o niecnym czynie macochy, ta skoczyła w przepaść.